# 波尔托坎诺内
波尔托坎诺内（義大利語：Portocannone），是意大利坎波巴索省的一个市镇。总面积12平方公里，人口2551人，人口密度212.6人/平方公里（2009年）。ISTAT代码为070055。